# Basil Feilding (2e comte de Denbigh)
Basil Fielding, 2e comte de Denbigh (c. 1608 – 28 novembre 1675) est un diplomate, homme politique et officier parlementaire pendant la Guerre Civile anglaise. Il est le fils aîné de William Feilding (1er comte de Denbigh) et Susan Feilding, comtesse de Denbigh.

## Biographie
Comme son père, il fait ses études à l'Emmanuel College, Cambridge. Il est convoqué à la Chambre des Lords en tant que baron Feilding en mars 1629. Après avoir effectué le service militaire dans les Pays-Bas, il est envoyé, en 1634, par Charles Ier comme ambassadeur à Venise, où il reste pendant cinq ans.
Lorsque la Guerre Civile anglaise éclate, Fielding, contrairement aux autres membres de sa famille, se range du côté des Parlementaires, et conduit un régiment de cavalerie à la Bataille de Edgehill (son père étant de l'autre côté ce jour-là). Il devient comte de Denbigh en avril 1643, est nommé commandant en chef de l'armée Parlementaire dans le Warwickshire et les comtés voisins, et le lord-lieutenant du Warwickshire.
Au cours de l'année 1644, il est assez actif dans le domaine militaire, mais démissionne de son commandement après le passage de la Self-denying Ordinance en avril 1645. Au Traité d'Uxbridge en 1645 Denbigh est l'un des commissaires nommés pour traiter avec le roi, et il continue à Carisbrooke en 1647. Clarendon raconte comment à Uxbridge, Denbigh déclaré en privé qu'il regrette la position dans laquelle il se trouve, et exprime sa volonté de servir Charles Ier. Il soutient le New Model Army dans son différend avec le Long Parlement, mais il ne prend aucune part dans le régicide de Charles Ier.
Sous le gouvernement du Commonwealth Denbigh est un membre du Conseil d'État, mais sa loyauté envers ses anciens alliés tiédit, et peu à peu, il en vient à être considéré comme un royaliste. En 1664, le comte est créé baron de Saint Liz. Bien que quatre fois marié il ne laisse aucune descendance quand il meurt en 1675.
Ses titres passent à son neveu William Feilding (3e comte de Denbigh) (1640-1685), fils et héritier de son frère George (créé baron Feilding de Lecaghe, vicomte de Callan et comte de Desmond).